# Joaquim Mir
Joaquim Mir i Trinxet ou Joaquin Mir (Barcelona, 6 de janeiro de 1873 - Vilanova i la Geltrú ou Barcelona, 27 de abril de 1940) foi um pintor catalão.
Estudou na escola de Belas Artes de Barcelona, e na oficina do pintor Lluís Graner. O seu estilo é caracterizado pelo impressionismo, baseado pela visão livre e intuitiva da paisagem.  
Formou em 1893 a Colla del Safrà com outros artistas, como Isidro Nonell, Ricard Canals, Ramon Pichot, Juli Vallmitjana i Colomines e Gual i Queralt. Nos últimos anos do século XIX relaciona-se com o ambiente artístico de Els Quatre Gats. Em 1901 foi a Mallorca com Santiago Rusiñol, e instalou-se em Sa Calobra. Aí fez algumas das suas melhores pinturas, destacando-se nesta etapa nas pinturas murais que fez para a casa do seu tio e mecenas Avelino Trinxet Casas, de Barcelona, grande industrial têxtil: a Casa Trinxet.
Em 1903 muda-se para Reus por motivos de saúde, e pinta as paisagens de L'Aleixar e Maspujols a partir de 1906. Em 1913, por razões familiares, muda-se para Mollet del Vallès, e em 1918 para Caldes de Montbui. Em 1921 casou-se e mudou-se para Vilanova i la Geltrú. 
Em 1930 recebeu uma medalha de honra pelo conjunto da sua obra.

## Obra
Renovou o género paisagístico no final do século XIX. O seu estilo é pessoal, com dinâmica de grande colorido e expressividade. 
- O Horto da Ermida, segunda medalha na Exposição Nacional (1899).
- Crepúsculo.